# Atenas 2004 (historieta)
Atenas 2004 es una historieta de 2004 del dibujante de cómics español Francisco Ibáñez perteneciente a su serie Mortadelo y Filemón. 

## Trayectoria editorial
Publicada en 2004 en formato álbum Magos del Humor n.º 100 y más tarde en el 169 de la Colección Olé.

## Sinopsis
Se van a celebrar los Juegos Olímpicos de Atenas 2004. La T.I.A. ha descubierto que un grupo terrorista llamado los Talibáñez (con idénticas características a los talibán, pero más pobres) va a intentar atentar en la olimpiada. Mortadelo y Filemón participarán en las olimpiadas con el equipo español e intentarán evitar los atentados. Los deportistas se niegan a acudir con ellos, lo cual hará que sea necesario enviar un equipo de suplentes.

## Gags y curiosidades
Mortadelo y Filemón entrenan porque acuden como miembros del equipo nacional, tal y como ocurrió en Moscú 80. Pero en ningún momento participan en las pruebas; es más, los resultados deportivos son pésimos, pero se debe a las nulas aptitudes de los deportistas suplentes. Los dos agentes se limitan a animarles, y solo interfieren con el saltador de pértiga. No vemos a España en el desfile de apertura, en el cual no toman parte Mortadelo y Filemón.
El viaje a Atenas es accidentado, pero no por culpa de los dos agentes ni de los deportistas, sino por las malas condiciones del aparato y la escasa pericia del piloto.
Mortadelo electrocuta a Filemón metiendo una bombilla enchufada en la piscina. Algo similar ocurrió en Los Ángeles 84, donde también electrocuta a los nadadores que se encuentran en la piscina. Los dos acabaron en la cárcel, junto con el presidente del Comité Olímpico.
En la última viñeta de la página 18 se puede apreciar una parodia o persona parecida a la anciana de la protectora de animales de 13 Rue del Percebe